# Ain't Nobody
Ain't Nobody è il singolo di debutto della cantante inglese Clare Maguire, pubblicato il 17 ottobre 2010 in Irlanda e in Regno Unito e il 25 ottobre negli Stati Uniti dall'etichetta discografica Polydor. È il primo singolo estratto dal suo album di debutto, Light After Dark.
Il singolo è entrato alla settantottesima posizione della classifica britannica, dove è rimasto per una sola settimana.

## Tracce
Download digitale
1. Ain't Nobody - 3:55
2. Ain't Nobody (Breakage's Suck It Up Mix) - 4:57
3. Ain't Nobody (Siriusmo & Jan Driver Mix) - 4:17
4. Ain't Nobody (Coyote Mix) - 10:14
5. Ain't Nobody (Video) - 4:01

## Classifiche
| Classifica (2010) | Posizione massima |
| ----------------- | ----------------- |
| Regno Unito       | 78                |